# Конкакафов златни куп 2023.
Конкакафов златни куп 2023. било је 17. издање златног купа, двогодишњег међународног првенства у мушком фудбалу региона Северне, Централне Америке и Кариба које организује КОНКАКАФ. Канада и Сједињене Америчке Државе биле су домаћини турнира, који је почео 24. јуна 2023. године.
Сједињене Америчке Државе су биле браниоци титуле, пошто су освојиле издање из 2021. године, али су елиминисане од Панаме у полуфиналу.
Мексико је освојио рекордну девету титулу Златног купа, победивши Панаму резултатом 1:0 у финалу 16. јула на стадиону СоФи у Инглвуду, Калифорнија, предграђу Лос Анђелеса.